# Halladakallahalli, Hunsur
Halladakallahalli là một làng thuộc tehsil Hunsur, huyện Mysore, bang Karnataka, Ấn Độ.